# Polygala mathusiana
Polygala mathusiana är en jungfrulinsväxtart som beskrevs av Chod.. Polygala mathusiana ingår i släktet jungfrulinssläktet, och familjen jungfrulinsväxter. Inga underarter finns listade i Catalogue of Life.